# كاستل ألفيرو
كاستل ألفيرو (بالإيطالية: Castell'Alfero)‏ هي بلدة وبلدية في مقاطعة أستي في إقليم بييمونتي في جنوب إيطاليا.

## السكان
في سنة 1861 بلغ عدد السكان 2٬033 نسمة، وتطور العدد ليصل في سنة 2017 لـ 2٬709 نسمة.
يظهر هذا المخطط البياني تطور النمو السكاني لـ كاستل ألفيرو